# Buscant la felicitat
 Buscant la felicitat (títol original en anglès: The Pursuit of Happiness) és una pel·lícula estatunidenca de Robert Mulligan, estrenada el 1971. Ha estat doblada al català.

## Argument
Als Estats Units, al final dels anys contestataris als seixanta, l'estudiant William Popper sembla desfer-se de la seva militància llibertària. En absolut materialista i sense ambició, William cohabita en un modest estudi amb la seva amiga Jane Kaufmann, també estudiant, i la seva felicitat sembla residir en aquesta vida al dia. Incitat per la seva tia Ruth, William marxa amb cotxe a retre visita al seu pare vidu que viu com un ermità en una petita ciutat de Nova Jersey. Però a causa de la manca de visibilitat, ja que plou a bots i a barrals aquell vespre, William atropella una vella senyora que mor va causa de les ferides. Els esdeveniments s'encadenen negativament per a William al qual la policia i els tribunals li retreuen que sigui negligent enfront de la legislació (sobretot a causa del seu permís de conduir caducat, de multes impagades i del seu cotxe mal mantingut). Encara que el seu pare hagi sol·licitat l'ajuda dels juristes de la família (cunyat i nebot), William fa cas omís de les seves recomanacions convencionals i es veu així severament condemnat: un any d'empresonament continu en treballs d'interès general. A la presó, per haver simpatitzat amb un negre homosexual i després testimoniat quan aquest és mortalment atacat, el procurador sospita de William d'inclinacions que tendeixen a agreujar la seva culpabilitat. Fastiguejat per aquestes acusacions que jutja humanament indignes, i mentre ha de ser properament alliberat, William s'evadeix per una finestra oberta en els banys del tribunal. Amb Jane, decideixen refugiar-se al Canadà. William sol·licita l'ajuda financera de la seva àvia, però es nega a ser el seu hereu, de la mateixa manera que es nega a tornar a la policia com li ho aconsellen el seu oncle i el seu cosí. Després d'haver-se acomiadat del seu seu pare i gràcies als diners de la seva àvia, després amb l'ajuda del seu amic Malvin, William marxa amb cotxe amb Jane en direcció al Canadà. Però el seu vehicle té una avaria i la urgència els obliga a embarcar-se a petit avió privat. Encara una vegada, el destí mana i no tenen altra tria que d'exiliar-se a Mèxic, però allò no sembla afectar William que mai no ha demanat altra cosa que de viure lliurement amb Jane.

## Repartiment
- Michael Sarrazin: William Popper, estudiant
- Barbara Hershey: Jane Kauffman, estudiant, amiga de William
- Robert Klein: Melvin Lasher, estudiant, amic de William
- Arthur Hill: John Popper, el pare de William
- Ruth White: l'àvia Popper
- E. G. Marshall: Daniel Lawrence, l'oncle de William
- Sada Thompson: Ruth Lawrence, la tia de William
- David Doyle: el Senador James Moran, company de cel·lula de William
- Peter White: Terence Lawrence, el cosí de William
- William Devane: el pilot de l'avió
- Rue McClanahan: Madame O'Mara, filla de la difunta